# Splendrillia aomoriensis
Splendrillia aomoriensis é uma espécie de gastrópode do gênero Splendrillia, pertencente a família Drilliidae.